# Ніколаос Какламанакіс
Ніколаос Какламанакіс (грец. Νικόλαος Κακλαμανάκης, 19 серпня 1968, Варкіза, Аттика) — грецький спортсмен, олімпійський чемпіон 1996 року та триразовий чемпіон світу з віндсерфінгу.
Вперше взяв участь у професійних змаганнях з віндсерфінгу 1985 року на Чемпіонаті світу серед ююніорів у Швейцарії на озері Сільваплана. 2004 року був удостоєний права запалити олімпійський вогонь на церемонії відкриття Олімпіади 2004 року в Афінах.
Лейтенант військово-повітряних сил Греції. Радник Генерального секретаря спорту, член Національного олімпійського комітету Греції, член комітету з віндсерфінгу ISAF. Вільно володіє грецькою, англійською та італійською мовою.

## Досягнення
| Рік  | Змагання                                 | Результат |
| ---- | ---------------------------------------- | --------- |
| 1994 | Чемпіонат Європи                         | 1         |
| 1995 | Чемпіонат світу IMCO                     | 3         |
| 1995 | Австралійський чемпіонат                 | 1         |
| 1996 | Чемпіонат світу IMCO                     | 1         |
| 1996 | Олімпіада 1996                           | 1         |
| 1998 | Афінський EUROLYMP                       | 1         |
| 2000 | Чемпіонат світу - містраль               | 1         |
| 2001 | Міжнародний чемпіонат з віндсерфінгу ASA | 3         |
| 2001 | Чемпіонат світу - містраль               | 1         |
| 2001 | Чемпіонат світу ISAF                     | 2         |
| 2004 | Олімпіада 2004                           | 2         |